# 原田忠幸
原田 忠幸（はらだ ただゆき、1936年7月20日 - ）は、日本のジャズ・ミュージシャンでバリトン・サクソフォーン奏者である。

## 来歴・人物
京都府生まれ。1946年レイモンド・コンデにクラリネットの手ほどきを受ける。独学でバリトン・サクソフォーンを習得する。1956年に「原信夫とシャープスアンドフラッツ」に入団し、翌1957年にはシャープスアンドフラッツを退団し「西条孝之介とウェスト・ライナーズ」に参加。1966年にアメリカ合衆国に渡り、ロサンゼルスでスタジオ・ミュージシャンとして活動。1967年歌手の雪村いづみと結婚。渡米1年半後にラスベガスに移り、ショーの伴奏等で活動。ラスベガスには3年滞在し帰国。1971年に自己のバンド「ザ・ハーツ」を結成。その後は「前田憲男とウィンド・ブレイカーズ」や「ザ・サード」等のバンドでも活動。

## 家族・親族
父はジャズ・ドラマーのジミー原田、兄は同じくジャズ・ドラマーの原田イサム。イサムの子、すなわち忠幸の甥にあたる原田俊太郎もジャズ・ドラマーで、THE SQUARE（現・T-SQUARE）結成時のオリジナルドラマーだった。なお1967年に結婚した雪村いづみとは後に離婚している。